# Кинтаново (село)
Кинтаново — село в Любимском районе Ярославской области.
С точки зрения административно-территориального устройства входит в состав Кирилловского сельского округа. С точки зрения муниципального устройства входит в состав Ермаковского сельского поселения.

## География
Расположено на правом берегу реки Руша напротив деревни Прокунино в 17 км на северо-запад от центра поселения деревни Ермаково и в 19 км на восток от райцентра города Любим. В 1 км на юг от села находится деревня Кинтаново. 

## История
Церковь на погосте Никольский в Кинтанове сооружена в 1809 году с четырьмя престолами: Спаса Нерукотворного Образа, Владимирской Божией Матери, св. муч. Флора и Лавра и св. и чудотв. Николая. 
В конце XIX — начале XX века Никольский погост входил в состав Заобнорской волости Любимского уезда Ярославской губернии.
С 1929 года село входило в состав Кинтановского сельсовета Любимского района, с 1954 года — в составе Кирилловского сельсовета, с 2005 года — в составе Ермаковского сельского поселения.

## Население
| 1859 | 2002 | 2007 | 2010 |
| ---- | ---- | ---- | ---- |
| 13   | ↘0   | →0   | →0   |

## Достопримечательности
В селе расположена недействующая Церковь Спаса Нерукотворного Образа (1809).